# Noël-Noël
Noël-Noël, pseudonimo di Lucien Édouard Noël (Parigi, 9 agosto 1897 – Nizza, 4 ottobre 1989), è stato un attore francese.

## Biografia
Dopo gli studi al Lycée Turgot di Parigi, nel 1914 trovò un lavoro da impiegato alla Banque de France che interruppe nel 1917 per prestare servizio militare. Tornato alla vita civile dopo la fine della prima guerra mondiale, si fece un certo nome come pittore e fumettista, lavorando per la rivista satirica Le Canard enchaîné e per il giornale L'Humanité, mentre dall'inizio degli anni venti iniziò a esibirsi come cantante, accompagnandosi al pianoforte, in teatri di rivista e music-hall.
Affermatosi come compositore e autore di canzoni di successo popolare, nel 1931 Noël-Noël intraprese la carriera di attore cinematografico, debuttando nel film La Prison en folie. Durante gli anni trenta conquistò la popolarità sul grande schermo grazie al personaggio comico di Adémaï (creato dal suo collega di cabaret Paul Colline), un sempliciotto pasticcione e vittima di innumerevoli disavventure, ruolo che egli interpretò in quattro film, Adémaï et la Nation armée (1932), L'allegro volo (1934), Adémaï au Moyen Âge (1934), e Adémaï bandit d'honneur (1943).
Durante gli anni della seconda guerra mondiale e dell'Occupazione privilegiò le esibizioni radiofoniche e sul palcoscenico. Nel 1945 tornò sul grande schermo con la commedia La gabbia degli usignoli, in cui collaborò anche come scenografo e autore dei dialoghi. L'anno successivo interpretò il suo ruolo probabilmente più riuscito, quello di Édouard Martin, un padre di famiglia che, all'insaputa dei propri cari è anche un capo della Resistenza, nel film Eroi senza armi (1946) di René Clément. Il personaggio di Martin consentì a Noël-Noël di dimostrare il suo talento in un ruolo per lui inusuale, lontano dai consueti registri comici.
Autore della maggior parte delle sceneggiature dei suoi film, nel 1948 ritornò alle interpretazioni brillanti con il film Gli scocciatori, garbata satira a episodi, che descrive le varie tipologie di persone moleste e importune. Tra le sue altre interpretazioni degli anni cinquanta, da ricordare quelle nei film A piedi... a cavallo... in automobile (1957) e nel suo sequel À pied, à cheval et en spoutnik (1958), e nella commedia dai risvolti macabri La vedova elettrica (1958), accanto a Danielle Darrieux, Paul Meurisse e Alberto Sordi. Compose inoltre la colonna sonora del film La Vie chantée (1951), da lui interpretato. 
Dopo il malinconico Gli allegri veterani (1960), in cui recitò al fianco di Jean Gabin e Pierre Fresnay, Noël-Noël abbandonò progressivamente il cinema e apparve per l'ultima volta sugli schermi nel film La Sentinelle endormie (1966). Ritiratosi dalle scene, visse serenamente gli anni della vecchiaia a Nizza, dove morì nel 1989, all'età di 92 anni.

## Filmografia parziale
- La Prison en folie, regia di Henry Wulschleger (1931)
- Monsieur Albert, regia di Karl Anton (1932)
- Vecchio rubacuori (Mon coeur balance), regia di René Guissart (1932)
- Adémaï et la Nation armée, regia di Jean de Marguenat (1932)
- L'allegro volo (Adémaï aviateur), regia di Jean Tarride (1934)
- Adémaï au Moyen Âge, regia di Jean de Marguenat (1934)
- Mam'zelle Spahi, regia di Max de Vaucorbeil (1934)
- Tout va très bien madame la marquise, regia di Henry Wulschleger (1936)
- Una famiglia terribile (La Famille Duraton), regia di Christian Stengel (1939)
- Atterraggio di fortuna (Sur le plancher des vaches), regia di Pierre-Jean Ducis (1940)
- La donna che ho più amato (La femme que j'ai le plus aimée), regia di Robert Vernay (1942)
- Adémaï bandit d'honneur, regia di Gilles Grangier (1943)
- La gabbia degli usignoli (La Cage aux rossignols), regia di Jean Dréville (1945)
- Eroi senza armi (Le Père tranquille), regia di René Clément (1946)
- Gli scocciatori (Les Casse-pieds), regia di Jean Dréville (1948)
- Ritorna la vita (Retour à la vie), regia di André Cayatte, Henri-Georges Clouzot, Georges Lampin, Jean Dréville (1949)
- I sette peccati capitali (Les sept péchés capitaux), regia di Yves Allégret, Claude Autant-Lara, Eduardo De Filippo, Jean Dréville, Georges Lacombe, Carlo Rim, Roberto Rossellini (1952)
- La fugue de Monsieur Perle, regia di Pierre Gaspard-Huit (1952)
- Il carnet del maggiore Thompson (Les carnets du Major Thompson), regia di Preston Sturges (1955)
- La Terreur des dames, regia di Jean Boyer (1956)
- A piedi... a cavallo... in automobile (À pied, à cheval et en voiture), regia di Maurice Delbez (1957)
- A colpo sicuro (Les Truands), regia di Carlo Rim (1957)
- La vedova elettrica (Le septième ciel), regia di Raymond Bernard (1958)
- À pied, à cheval et en spoutnik, regia di Jean Dréville (1958)
- Gli allegri veterani (Les Vieux de la vieille), regia di Gilles Grangier (1960)
- Una ragazza a rimorchio (Les petits matins), regia di Jacqueline Audry (1962)

## Doppiatori italiani
- Carlo Romano in I sette peccati capitali, La vedova elettrica